# Pelo (revista)
Pelo fue una revista argentina dedicada a la música rock. Fue fundada por el periodista y editor Osvaldo Daniel Ripoll en 1970, en Buenos Aires. Es recordada como una de las revistas musicales (o especializadas) más destacadas y populares de su época, tanto en Argentina como en Sudamérica.

## Historia
El primer número de la revista vio la luz el 4 de febrero de 1970, y su publicación se extendió a lo largo de más de tres décadas, cuando dejó de aparecer, a principios del nuevo milenio. Además de dirigir la revista, Daniel Ripoll –quien a fines de los años '60 fue, como Secretario de Redacción, parte de la revista beatnik/pop Pinap– organizó los multitudinarios festivales B.A.Rock de 1970, 1971, 1972 y 1982, que contaron con la presencia de gran cantidad de artistas del rock argentino, y que quedaron documentados en las películas Rock hasta que se ponga el sol (Aníbal Uset, 1973), y Buenos Aires Rock (Héctor Olivera, 1983). Realizó además, el B.A.Rock Acusticazo, cuya grabación en vivo se convirtió en el primer "unplugged" de Iberoamérica, y en el que debutaron discográficamente León Gieco, Raúl Porchetto, David Lebón y otros artistas luego considerados como “padres” del Rock Nacional (argentino).
A mediados de los años 70, la revista comenzó a enviar sus ediciones a toda Latinoamérica. La edición de Pelo consignaría el quehacer de músicos de países como Perú, Chile, Uruguay y Venezuela. La publicación fue especialmente popular en Perú y Uruguay.
En 1978, durante la última dictadura cívico-militar argentina, Ripoll fue tomado preso en la propia redacción de la revista, donde también editaba la revista de corte satírico-humorístico llamada MAD, versión criolla de su famosa homóloga estadounidense, la cual contaba entre sus colaboradores a Jorge Guinzburg, Carlos Abrevaya, y los historietistas Alfredo Grondona White, Andrés Cascioli y Tabaré, entre otros. Ripoll, luego de unos días de confusión sobre su paradero, fue puesto a disposición del PEN, y publicada su detención en el Boletín Oficial. Finalmente fue ingresado en la Alcaidía del Departamento Central de la Policía Federal, sin acusación alguna y con la revista MAD secuestrada de los kioscos, lo cual levantó comentarios y reclamaciones por parte de varios diarios estadounidenses y agencias internacionales de noticias. Durante su reclusión en esos calabozos, Ripoll conoció a otro editor, el director del diario La Opinión, Jacobo Timerman, para cuya revista Primera Plana había realizado sus primeras experiencias como cronista de temas juveniles (hasta entonces no había tenido contacto personal con Timerman, solo laboral). Una vez liberado al cabo de dos meses de detención, Ripoll se tuvo que exiliar en Francia por el término de dos años. Luego pasó a vivir en Brasil, donde editó las revistas Roll, Metal y otras, para finalmente regresar a la Argentina.
A mediados de los años '80, Magendra, la editorial de Pelo, lanzó la edición de Pelo Metal, apéndice de la revista, que fue publicada con el mismo formato y estilo editorial de la revista madre, pero dedicada exclusivamente al heavy metal, género de popularidad alcista en ese entonces; no obstante Pelo Metal se transformaría al poco tiempo simplemente en Metal (que apareció regularmente hasta fines de los años '90), siendo la primera revista dedicada a este género musical en la Argentina, la cual –como se menciona en el párrafo anterior– también fue publicada en Brasil, en idioma portugués. Otras de las publicaciones de la misma editorial en los años ochenta fueron Toco & Canto y 220 Magazine.
Aunque con altibajos en ventas a partir de la década de 1980, Pelo mantuvo su popularidad en su país de origen hasta poco antes de la crisis argentina de 2001, cuando cerró por completo.

## Legado
Periodistas, músicos y escritores han redactado sus opiniones y comentario en las páginas de la revista. Entre otros Juan Manuel Cibeira, Marcelo Fernández Bittar, escritores como Rodrigo Fresán y músicos como León Gieco y Andrés Calamaro, que también se desempeñaron como columnistas. Entre los fotógrafos de la publicación se cuentan a Benoist Collignon, Rubén Andón, Gabriel Rocca, Osvaldo Orlandi y otros. Los diseñadores y dibujantes que participaron en Pelo fueron luego muy reconocidos; entre ellos Gogo Husso y Juan Oreste Gatti Posteriormente el diseño fue llevado por Oscar Botto y Jorge Bucceri, cuando la editorial agregó, además de las mencionadas publicaciones la Revista Toco y Canto, que publicaba en partitura musical, desarrollada por Rodolfo Haerle, los hits del momento. Así como también la Revista Rock De Luxe, -entre otros especiales- dedicadas a una banda protagonista de la escena en esos tiempos, como por ejemplo la visita de Guns and Roses. También se editó una breve cantidad de ediciones de la revista Expreso imaginario. 
Pelo fue la primera revista argentina dedicada enteramente al rock, con especial énfasis en la difusión de las actividades de los artistas de la escena local, convirtiéndose en un referente del género a nivel nacional. En el ámbito editorial, se la considera dentro de la categoría internacional de “revistas de registro”, que son aquellas que durante su transcurso “registran” y toman nota de todo lo ocurrido en su medio de pertenencia. Por esa razón, seguramente, Pelo es una de las revistas más consultadas de la hemeroteca de la Biblioteca Nacional. Sus ediciones también están en otras bibliotecas nacionales de Argentina y en varias universidades de los Estados Unidos.
Desde 2016, La Universidad Nacional de Quilmes está llevando a cabo la digitalización completa de la revista, la que puede ser consultada públicamente y descargada en formato PDF de modo gratuito. En el 2017 la revista Pelo y su director fueron distinguidos como parte de la Cultura Porteña, por la Legislatura de la Ciudad Autónoma de Buenos Aires. Desde 2019, la colección oficial de la revista Pelo forma parte del acervo patrimonial de resguardo de la Biblioteca del Congreso de la Nación Argentina.
Actualmente se puede acceder al material de Pelo en el "Archivo Histórico Digital de la Revista Pelo" (www.revistapelo.com.ar).